# Landgericht Tegernsee
Das Landgericht Tegernsee war ein von 1818 bis 1879 bestehendes bayerisches Landgericht älterer Ordnung mit Sitz in Tegernsee im heutigen Landkreis Miesbach. Die Landgerichte waren im Königreich Bayern Gerichts- und Verwaltungsbehörden, die 1862 in administrativer Hinsicht von den Bezirksämtern und 1879 in juristischer Hinsicht von den Amtsgerichten abgelöst wurden.

## Geschichte
Ab 1814 bis 1818 bestand hier ein Herrschaftsgericht des bayerischen General-Postdirektors Freiherr von Drechsel. Tegernsee nahm einen wirklichen Aufschwung, als das ehemalige Kloster Tegernsee von König Maximilian I. Joseph erworben und als Schloss genutzt wurde. 1818 entstand dabei aus dem Herrschaftsgericht Tegernsee das gleichnamige Landgericht. Das Landgericht Tegernsee umfasste die Gemeinden Dürnbach, Kreuth, Ostin (dem späteren Gmund am Tegernsee), Rottach(-Egern), Tegernsee, Waakirchen und Wiessee.
Anlässlich der Trennung von Verwaltung und Justiz wurde 1862 aus den Landgerichtsbezirken Miesbach und Tegernsee das Bezirksamt Miesbach gebildet. Als Gerichtsbehörde blieb das Landgericht vorerst bestehen.
Mit der Einführung des Gerichtsverfassungsgesetzes am 1. Oktober 1879 kam es zur Errichtung eines Amtsgerichts zu Tegernsee, dessen Sprengel aus dem Bezirk des aufgehobenen Landgerichts gebildet wurde.